# Brickellia paucidentata
Brickellia paucidentata là một loài thực vật có hoa trong họ Cúc. Loài này được Klatt mô tả khoa học đầu tiên năm 1882.